# Prairie City (Oregon)
Prairie City az Amerikai Egyesült Államok északnyugati részén, Oregon állam Grant megyéjében helyezkedik el. A 2010. évi népszámláláskor 909 lakosa volt. A város területe 2,56 km², melynek 100%-a szárazföld.
Városi rangot 1891. február 23-án kapott az Oregoni Legfelsőbb Bíróságtól.

## Történet
Prairie City a korábbi bányavárosból, Dixie-ből nőtt ki; 1862-ben alapították a John Day-folyótól 5 km-re északra, a Dixie-patak mentén. A patak forrásánál elhelyezkedő település 1870-ben kapott városi rangot, miután Dixie-t alkalmatlannak találták erre; Prairie Cty első postamestere Jules Le Bret lett.
1907-ben épült ki a városig a Sumpter Valley Railway, mely Baker Cityből indult. A járatokon utas- és teherszállítást is végeztek; utóbbit főleg állattenyésztési, bányászati és faipari célra vették igénybe egészen az 1930-as évekig, amikor a vonalat szakaszosan felszámolták. Napjainkban Sumpter és McEwen között városnéző vonat közlekedik.

## Földrajz
A Népszámlálási Hivatal adatai alapján a város területe 2,56 km², melynek 100%-a szárazföld.
A település Oregon keleti részén, a John Day-folyó völgyének felső részén található. Baker City 80 km-re délnyugatra, John Day pedig 21 km-re keletre fekszik. Prairie Citytől délre van a Strawberry-hegy, a Strawberry-hegyi Tájvédelmi körzet és a Malheur Nemzeti Erdő.

## Népesség

### 2010
A 2010-es népszámláláskor a városnak 909 lakója, 402 háztartása és 257 családja volt. A népsűrűség 355,1 fő/km2. A lakóegységek száma 476, sűrűségük 185,9 db/km2. A lakosok 94,6%-a fehér, 0,1%-a afroamerikai, 1,3%-a indián, 0,1%-a ázsiai, 0,2%-a a Csendes-óceáni szigetekről származik, 0,3%-a egyéb, 3,3%-a pedig kettő vagy több etnikumú. A spanyol vagy latino származásúak aránya 3,1% (1,9% mexikói, 0,1% Puerto Ricó-i, 0,1% kubai, 1% egyéb spanyol vagy latino származású.)
A háztartások 22,6%-ában élt 18 évnél fiatalabb. 63,9% házas, 7,2% egyedülálló nő, 3% egyedülálló férfi, 36,1% pedig nem család. 32,1% egyedül élt; 17%-uk 65 éves vagy idősebb. Egy háztartásban átlagosan 2,18 személy élt; a családok átlagmérete 2,69 fő.
A medián életkor 48,9 év volt. A város lakóinak 20,4%-a 18 évesnél fiatalabb, 5% 18 és 24 év közötti, 18,9%-uk 25 és 44 év közötti, 30,2%-uk 45 és 64 év közötti, 25,6%-uk pedig 65 éves vagy idősebb. A lakosok 49,3%-a férfi, 50,7%-a pedig nő.

### 2000
A 2000-es népszámláláskor  a városnak 1080 lakója, 433 háztartása és 286 családja volt. A népsűrűség 421,9 fő/km2. A lakóegységek száma 493, sűrűségük 192,6 db/km2. A lakosok 95,6%-a fehér,  2,1%-a indián, 0,1%-a ázsiai,  1,2%-a egyéb-, 1%-a pedig kettő vagy több etnikumú. A spanyol vagy latino származásúak aránya 1,7% (1,3% mexikói,   0,4% pedig egyéb spanyol/latino származású.)
A háztartások 30,9%-ában élt 18 évnél fiatalabb. 55% házas, 6,9% egyedülálló nő; 33,9% pedig nem család. 27,9% egyedül élt; 10,4%-uk 65 éves vagy idősebb. Egy háztartásban átlagosan 2,37 személy élt; a családok átlagmérete 2,86 fő.
A város lakóinak 25,6%-a 18 évesnél fiatalabb, 2,6% 18 és 24 év közötti, 24,4%-uk 25 és 44 év közötti, 27,2%-uk 45 és 64 év közötti, 20,2%-uk pedig 65 éves vagy idősebb. A medián életkor 42,4 év volt. Minden 100 nőre 102,49 férfi jut; a 18 évnél idősebb nőknél ez az arány 94,2.
A háztartások medián bevétele 31 354 amerikai dollár, ez az érték családoknál $35 893. A férfiak medián keresete $31 771, míg a nőké $24 500. A város egy főre jutó bevétele (PCI) $16 278. A családok 10,6%-a, a teljes népesség 14,7%-a élt létminimum alatt; a 18 év alattiaknál ez a szám 17,4%, a 65 évnél idősebbeknél pedig 9,4%.

## Gazdaság
A gazdaság legnagyobb szegmensei az állattenyésztés, a kiskereskedelem, egy biomassza-erőmű, és a közszolgáltatások.

## Oktatás és kultúra

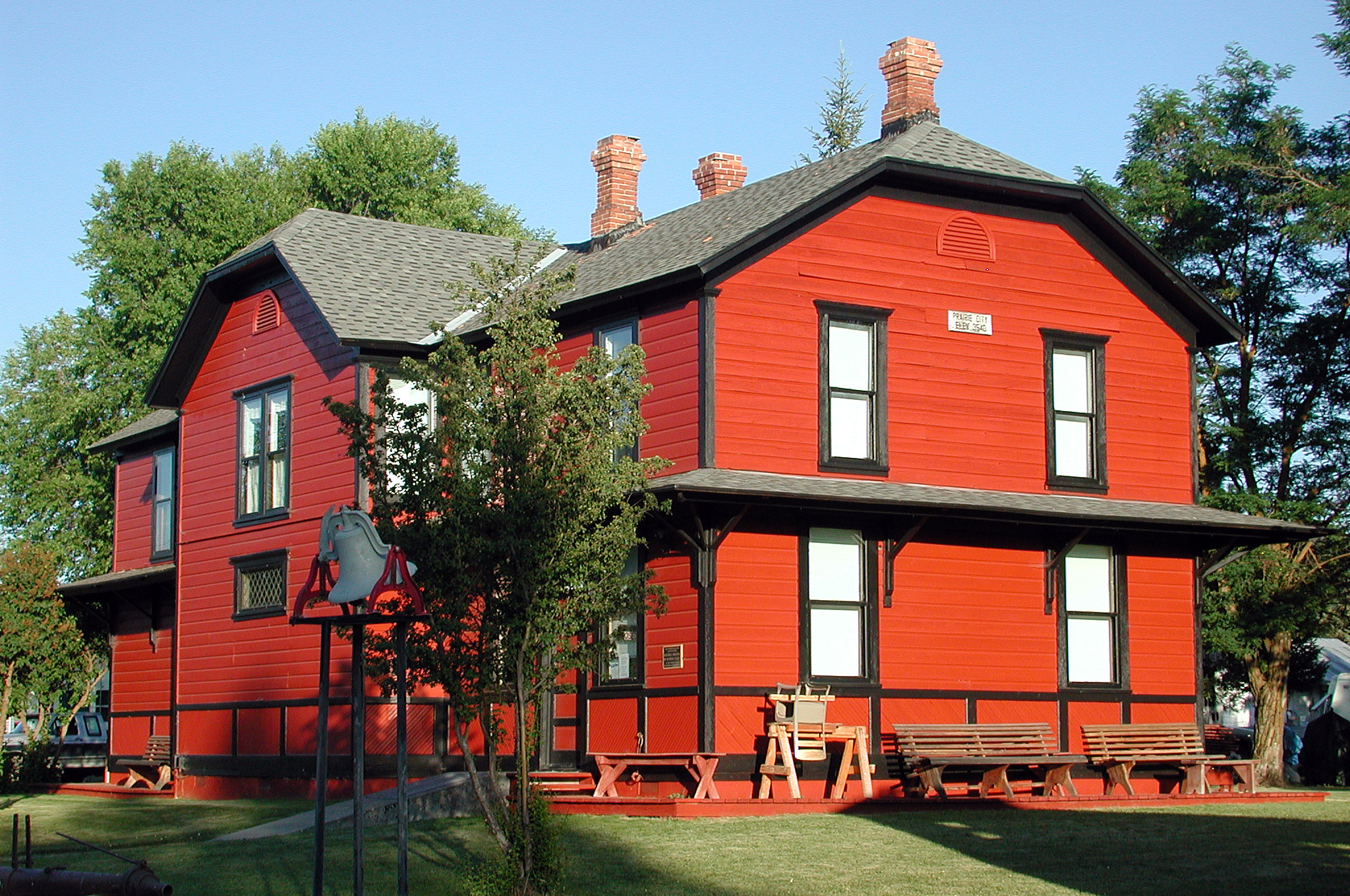
A korábbi vasútállomás és a mai DeWitt Museum

A Prairie City School óvodától 12. osztályig nyújt oktatást.
A város építészeti emlékei közé tartozik a korábbi vasútállomás és több kőépület. Az állomásépület földszintjén váróterem, csomagmegőrző, az állomásfőnök irodája, valamint a teherszállításhoz kapcsolódó helyiség van. A második szinten található egykori szolgálati lakásban található a DeWitt Museum, amely a telepesek korából állít ki eszközöket, bútorokat, személyes tárgyakat, köveket és ásványokat. A házat 1976-ban vették fel a Történelmi Helyek Nemzeti Jegyzékébe.
A korábbi fűrésztelep helyén, Prairie Citytől északkeletre, a 7-es és 26-os utak kereszteződésében, Austin Junctionhöz közel fekvő Batesben van a Bates Állami Park.

## Fordítás
Ez a szócikk részben vagy egészben  a   Prairie City, Oregon című angol Wikipédia-szócikk ezen változatának fordításán alapul.  Az eredeti cikk szerkesztőit annak laptörténete sorolja fel. Ez a jelzés csupán a megfogalmazás eredetét és a szerzői jogokat jelzi, nem szolgál a cikkben szereplő információk forrásmegjelöléseként.